# Coupe de France de football 2006-2007
 (juillet 2018).
Navigation
Coupe de France 2005-2006 Coupe de France 2007-2008
La Coupe de France de football 2006-2007 est la 90e édition de la Coupe de France, une compétition à élimination directe mettant aux prises des clubs de football amateurs et professionnels à travers la France. Elle est organisée par la Fédération française de football (FFF) et ses ligues régionales. Ce sont 6 577 clubs qui participent à la compétition, laquelle se déroule d'août 2006 à mai 2007. La compétition à élimination directe met aux prises 6 577 clubs amateurs et professionnels à travers la France. 
Le Paris Saint-Germain, club de Ligue 1, est le tenant du titre. La coupe est remportée par le Football Club Sochaux-Montbéliard qui s'impose en finale 2-2 après tirs au but face à l'Olympique de Marseille.

## Déroulement de la compétition
La coupe est répartie en un total de quatorze tours, où, chaque division entre une à une. 
C'est un système à élimination directe où une équipe est éliminée lorsqu'elle perd un match.
Les clubs évoluant en District ou dans une ligue régionale entrent lors du premier ou deuxième tour.
Les équipes de CFA2 arrivent au troisième tour ; celles de CFA au quatrième ; celles de National au cinquième ; celles de Ligue 2 au septième ; celles de Ligue 1 au neuvième (trente-deuxièmes de finale).
En cas d'égalité, une prolongation est jouée et si insuffisant, une séance de tirs au but.

## Résultats

### Septième tour
Les matchs du septième tour ont été joués les 25 et 26 novembre 2006.
Les 20 équipes de Ligue 2 firent leur entrée en lice.
Istres, Dijon, Brest, Tours et Le Havre furent les cinq clubs de Ligue 2 à échouer dès ce stade.
Le SO Chambéry Foot, club de Division d'Honneur, réalise l'exploit contre un club évoluant quatre divisions au-dessus de la sienne : l'équipe d'Istres. 
D'autres équipes amateurs s'imposent face à des équipes professionnelles : ainsi les TVEC Les Sables-d'Olonne (CFA2) écartent le Stade brestois et le FC Saint-Lô Manche (CFA2) élimine Tours.
À noter que la Coupe de France réussit encore et toujours à Calais (CFA), puisque les calaisiens sortent Le Havre (L2).
| Équipe 1                                | Score | Équipe 2                                 |        |
| Dijon FCO (L2)                          | 0 - 0 | CS Louhans-Cuiseaux (Nat.)               | 3-4 ** |
| US Endoume (CFA)                        | 0 - 1 | Grenoble Foot (L2)                       |        |
| Vesoul HSF (CFA)                        | 1 - 3 | RC Strasbourg (L2)                       |        |
| Calais RUFC (CFA)                       | 2 - 1 | Le Havre AC (L2)                         |        |
| AC Ajaccio (L2)                         | 4 - 0 | Stade montois (CFA2)                     |        |
| Vendée Fontenay Foot (CFA2)             | 2 - 3 | Chamois niortais FC (L2)                 |        |
| Tours FC (L2)                           | 0 - 0 | FC Saint-Lô Manche (CFA2)                | 2-4 ** |
| Stade brestois (L2)                     | 0 - 0 | TVEC Les Sables-d'Olonne (CFA2)          | 4-5 ** |
| SO Chambéry Foot (DH)                   | 2 - 1 | FC Istres (L2)                           |        |
| US Chantilly (DH)                       | 0 - 2 | SM Caen (L2)                             |        |
| AS Évry (DH)                            | 0 - 4 | LB Châteauroux (L2)                      |        |
| ES Uzès Pont du Gard (DH)               | 0 - 3 | Montpellier HSC (L2)                     |        |
| AS Étaples (DH)                         | 0 - 7 | Amiens SC (L2)                           |        |
| AS Orly (DH)                            | 0 - 0 | FC Libourne-Saint-Seurin (L2)            | 5-6 ** |
| Grande Synthe (DH)                      | 0 - 1 | US Créteil-Lusitanos (L2)                |        |
| Ain Sud Foot (DHR)                      | 1 - 5 | FC Gueugnon (L2)                         |        |
| US Torcy (DHR)                          | 0 - 7 | FC Metz (L2)                             |        |
| Chambéry 73 (DHR)                       | 0 - 1 | SC Bastia (L2)                           |        |
| Metz APM (DHR)                          | 1 - 4 | Stade de Reims (L2)                      |        |
| Lannion FC (DSE)                        | 0 - 3 | EA Guingamp (L2)                         |        |
| Stade lavallois (Nat.)                  | 1 - 0 | SCO Angers (Nat.)                        |        |
| FUSC Bois-Guillaume (CFA)               | 1 - 0 | US Boulogne (Nat.)                       |        |
| Paris FC (Nat.)                         | 1 - 0 | Olympique Saint-Quentin (CFA)            |        |
| Vannes OC (Nat.)                        | 2 - 0 | Stade bordelais (CFA)                    | *      |
| Association Jeunesse Biguglia (DH)      | 2 - 6 | AS Cannes (Nat.)                         |        |
| Rethel Sportif (DH)                     | 0 - 2 | SO Romorantin (Nat.)                     |        |
| Cercle Education Physique Poitiers (DH) | 1 - 4 | SO Châtellerault (Nat.)                  |        |
| Jeunesse Sportive de Longuenesse (PH)   | 0 - 6 | Entente Sannois Saint-Gratien (Nat.)     |        |
| Toulouse Izards (PH)                    | 0 - 7 | Nîmes Olympique (Nat.)                   |        |
| Clermont Foot (Nat.)                    | 2 - 1 | Club Sportif Le Moule (Guadeloupe)       | *      |
| FC Montceau Bourgogne (CFA)             | 2 - 1 | Jura Sud Foot (CFA)                      |        |
| RCO Agde (CFA)                          | 2 - 0 | AS Saint-Priest (CFA)                    |        |
| Blagnac FC (CFA2)                       | 0 - 1 | Aviron Bayonnais (CFA)                   |        |
| Gazélec Ajaccio (CFA)                   | 3 - 1 | FC Rhône Vallées (CFA2)                  |        |
| AS Moulins (CFA)                        | 1 - 0 | FC Bourg-Péronnas (CFA2)                 |        |
| USL Dunkerque (CFA)                     | 1 - 0 | Évreux AC (CFA2)                         |        |
| Stade Plabennecois (CFA)                | 2 - 3 | Sainte-Jeanne d'Arc Poiré-sur-Vie (CFA2) | *      |
| US Orléans (CFA)                        | 5 - 1 | Thouars Foot 79 (CFA2)                   | *      |
| Besançon RC (CFA)                       | 2 - 0 | CS Mars Bischheim (DH)                   |        |
| Pacy VEF (CFA)                          | 2 - 1 | AS Ifs (DH)                              |        |
| GSI Pontivy (CFA)                       | 1 - 0 | FC Flers (DH)                            | *      |
| Angoulême CFC (DH)                      | 3 - 0 | US Luzenac (CFA)                         |        |
| US Albi (CFA)                           | 1 - 0 | Football Union Narbonne (DH)             |        |
| CA Paris XIVe (DH)                      | 1 - 1 | US Quevilly (CFA)                        | 4-5 ** |
| Jeanne d'Arc de Drancy (DH)             | 1 - 1 | AFC Compiègne (CFA)                      | 4-3 ** |
| CO Avallon (PH)                         | 1 - 3 | EDS Montluçon (CFA)                      |        |
| Villenave (DSR)                         | 0 - 2 | Rodez AF (CFA)                           |        |
| AS Marcy Charbonnières (PHR)            | 4 - 4 | ES Fréjus (CFA)                          | 2-4 ** |
| Thionville ASP (District)               | 2 - 5 | Racing Club Épernay Champagne (CFA)      | *      |
| CSC Cayenne (Guyane)                    | 1 - 4 | Villemomble Sports (CFA)                 |        |
| FCO Tsingoni (Mayotte)                  | 0 - 4 | US Concarneau (CFA)                      |        |
| ESA Brive (CFA)                         | 3 - 1 | AS Tefana (Polynésie)                    |        |
| SC Schiltigheim (CFA)                   | 0 - 7 | US Stade Tamponnaise (Réunion)           |        |
| Stade mayennais (CFA2)                  | 2 - 2 | US Changéenne (CFA2)                     | 3-4 ** |
| Saint-Pryvé-Saint-Hilaire (CFA 2)       | 1 - 2 | UAM Cognac (CFA2)                        |        |
| AC Amiens (CFA2)                        | 1 - 2 | SC Feignies (CFA2)                       | *      |
| Hyères Football Club (CFA2)             | 4 - 0 | US Cagnes (DH)                           |        |
| SN Imphy Decize (CFA 2)                 | 3 - 3 | Malesherbes (DH)                         | 3-5 ** |
| AS Lyon Duchère (CFA2)                  | 3 - 0 | Ally Mauriac (DH)                        |        |
| Cesson Sévigné (DH)                     | 1 - 2 | La Vitréenne FC (CFA2)                   |        |
| US Ivry (CFA2)                          | 0 - 1 | ASPTT Châlons (DH)                       |        |
| La Ferté (DH)                           | 0 - 3 | US Avranches (CFA2)                      |        |
| RC Vichy (DH)                           | 0 - 1 | FC Villefranche Beaujolais (CFA2)        |        |
| CS0 Amnéville (CFA2)                    | 1 - 0 | FC Chaumont (DH)                         |        |
| Chesnay FC (DSR)                        | 1 - 2 | Union sportive laonnoise (CFA2)          |        |
| Racing Club d'Ancenis (DHR)             | 2 - 3 | Voltigeurs de Châteaubriant (CFA2)       |        |
| Sports réunis Colmar (CFA2)             | 7 - 3 | Lunéville (DHR)                          |        |
| Saint André de Cubzac (DHR)             | 0 - 2 | Toulouse Fontaines Club (CFA2)           |        |
| Saint-Brieuc (CFA2)                     | 0 - 1 | US Saint-Malo (DSE)                      |        |
| Calonne Lievin (PH)                     | 2 - 2 | AS Marck (CFA2)                          | 6-5 ** |
| Mutzig (District)                       | 0 - 1 | Jarville JF (CFA2)                       |        |
| Bleriot Plage (District)                | 0 - 1 | AC Cambrai (CFA2)                        |        |
| JS Baco (Nouvelle-Calédonie)            | 1 - 4 | US Jeanne d'Arc Carquefou (CFA2)         |        |
| Aiglon du Lamentin (Martinique)         | 0 - 2 | JA Armentières (CFA2)                    |        |
| US Forbach (DH)                         | 4 - 1 | Morteau-Montlebon (DH)                   |        |
| Stade Quimpérois (DH)                   | 2 - 2 | Plouvorn (DH)                            | 4-5 ** |
| Saumur OL (DH)                          | 3 - 2 | Rezé (DH)                                |        |
| Misérieux-Trevoux (DHR)                 | 1 - 2 | Rumilly (DH)                             | *      |
| Premontré (PH)                          | 0 - 2 | Gravelines (DH)                          |        |
| Templeuve (DH)                          | 1 - 1 | Croix (District)                         | 6-5 ** |
| US Thaon (DH)                           | 6 - 0 | Kembs (District)                         |        |
| Haroue Bennay (District)                | 2 - 2 | Thionville FC (DH)                       | 4-5 ** |
| FC Cournon d'Auvergne (DH)              | 3 - 2 | Amion Saint-Paul (District)              |        |
| US Fleury-Mérogis (DSR)                 | 1 - 2 | US Palaiseau (DSR)                       |        |
| Pluvigner (DSR)                         | 4 - 1 | Port Louis (DSR)                         |        |
| Jonzieux (District)                     | 1 - 3 | Pont-de-Cheruy (DHR)                     | *      |
| Châteaugiron (District)                 | 0 - 3 | Bruz (PH)                                |        |
| Ostwald (District)                      | 1 - 1 | Steinseltz (District)                    | 3-1 ** |

 *  - après prolongation

 **  - aux tirs au but

### Huitième tour
Les matchs du huitième tour se sont joués les 16 et 17 décembre 2006. Il y a eu trois surprises de taille avec Cambrai (CFA 2) qui a sorti Reims (L2), Pontivy (CFA) qui a battu aux tirs au but Châteauroux (L2), et Orléans (CFA) qui a battu Ajaccio (L2). 

Les 44 équipes qualifiées ont rejoint les 20 équipes de ligue 1 pour disputer les trente-deuxièmes de finale.
| Équipe 1                           | Score | Équipe 2                                 |          |
| EA Guingamp (L2)                   | 2 - 1 | Stade lavallois (Nat.)                   |          |
| AS Cannes (Nat.)                   | 2 - 2 | SC Bastia (L2)                           | 5-6 **   |
| FC Metz (L2)                       | 1 - 1 | Villemomble Sports (CFA)                 | 4-3 **   |
| FC Libourne-Saint-Seurin (L2)      | 2 - 0 | ESA Brive (CFA)                          |          |
| LB Châteauroux (L2)                | 0 - 0 | GSI Pontivy (CFA)                        | 4-5 **   |
| Montpellier HSC (L2)               | 2 - 1 | RCO Agde (CFA)                           | *        |
| AC Ajaccio (L2)                    | 0 - 3 | US Orléans (CFA)                         |          |
| Stade de Reims (L2)                | 0 - 1 | AC Cambrai (CFA2)                        |          |
| TVEC Les Sables-d'Olonne (CFA2)    | 0 - 5 | Chamois niortais FC (L2)                 |          |
| US Changéenne (CFA2)               | 0 - 5 | US Créteil-Lusitanos (L2)                |          |
| US Avranches (CFA2)                | 0 - 3 | Amiens SC (L2)                           |          |
| US Thaon (DH)                      | 1 - 3 | FC Gueugnon (L2)                         | *        |
| SO Chambéry Foot (DH)              | 1 - 1 | Grenoble Foot (L2)                       | 3-4 **   |
| Calonne Lievin (PH)                | 2 - 7 | SM Caen (L2)                             |          |
| RC Strasbourg (L2)                 | 6 - 0 | Ostwald (District)                       |          |
| SO Châtellerault (Nat.)            | 2 - 1 | US Albi (CFA)                            |          |
| Nîmes Olympique (Nat.)             | 0 - 0 | ES Fréjus (CFA)                          | 4-2 **   |
| CS Louhans-Cuiseaux (Nat.)         | 5 - 3 | Besançon RC (CFA)                        |          |
| Vannes OC (Nat.)                   | 2 - 1 | US Jeanne d'Arc Carquefou (CFA2)         | *        |
| Clermont Foot (Nat.)               | 1 - 0 | Toulouse Fontaines (CFA2)                |          |
| SC Feignies (CFA2)                 | 3 - 3 | Paris FC (Nat.)                          | 4-3 **   |
| ASPTT Chalons (DH)                 | 0 - 6 | SO Romorantin (Nat.)                     |          |
| Gravelines (DH)                    | 0 - 3 | Entente Sannois Saint-Gratien (Nat.)     |          |
| EDS Montluçon (CFA)                | 5 - 5 | FC Montceau Bourgogne (CFA)              | 10-11 ** |
| Gazélec Ajaccio (CFA)              | 2 - 1 | Hyères Football Club (CFA2)              |          |
| JA Armentières (CFA2)              | 3 - 4 | US Quevilly (CFA)                        | *        |
| FC Saint-Lô Manche (CFA2)          | 2 - 0 | Pacy VEF (CFA)                           |          |
| USL Dunkerque (CFA)                | 1 - 0 | Jeanne d'Arc de Drancy (DH)              |          |
| Calais RUFC (CFA)                  | 2 - 0 | Templeuve (DH)                           |          |
| AS Moulins (CFA)                   | 6 - 0 | Malesherbes (DH)                         |          |
| Rodez AF (CFA)                     | 2 - 0 | Saumur OL (DH)                           |          |
| Aviron Bayonnais (CFA)             | 2 - 2 | FC Cournon d'Auvergne (DH)               | 4-3 **   |
| US Palaiseau (DSR)                 | 4 - 3 | Racing Club Épernay Champagne (CFA)      | *        |
| US Concarneau (CFA)                | 1 - 0 | US Saint-Malo (DSE)                      |          |
| US Stade Tamponnaise (Réunion)     | 2 - 2 | FUSC Bois-Guillaume (CFA)                | 3-4 **   |
| Voltigeurs de Châteaubriant (CFA2) | 5 - 0 | Sainte-Jeanne d'Arc Poiré-sur-Vie (CFA2) |          |
| AS Lyon Duchère (CFA2)             | 1 - 1 | FC Villefranche Beaujolais (CFA2)        | 4-2 **   |
| Jarville JF (CFA2)                 | 2 - 2 | Sports réunis Colmar (CFA2)              | 5-3 **   |
| Plouvorn (DH)                      | 0 - 1 | La Vitréenne FC (CFA2)                   |          |
| US Forbach (DH)                    | 1 - 1 | CS0 Amnéville (CFA2)                     | 3-5 **   |
| UAM Cognac (CFA2)                  | 2 - 2 | Angoulême CFC (DH)                       | 3-4 **   |
| Union sportive laonnoise (CFA2)    | 1 - 1 | Thionville FC (DH)                       | 3-2 **   |
| Rumilly (DH)                       | 1 - 2 | Pont de Cheruy (DHR)                     |          |
| Pluvigner (DSR)                    | 1 - 1 | Bruz (PH)                                | 5-3 **   |

 *  - après prolongation

 **  - aux tirs au but

### Trente-deuxièmes de finale
Les matchs des trente-deuxièmes de finale se sont joués les 5, 6 et 7 janvier 2007. Les 20 équipes de ligue 1 firent leur entrée en lice. Parmi les clubs de l'élite, Rennes, Auxerre, Saint-Étienne, Lorient, Nancy et Troyes furent éliminés. La plus grosse surprise est venue de Romorantin (National) qui a sorti le Stade rennais. Et une fois de plus, le club de Calais RUFC (CFA) a éliminé un club de première division : le FC Lorient. 
| Équipe 1                      | Score | Équipe 2                             |        |
| US Créteil-Lusitanos (L2)     | 1 - 2 | OGC Nice (L1)                        | *      |
| AS Nancy-Lorraine (L1)        | 3 - 3 | RC Lens (L1)                         | 8-9 ** |
| AS Saint-Étienne (L1)         | 1 - 3 | FC Sochaux (L1)                      |        |
| Girondins de Bordeaux (L1)    | 2 - 0 | SC Bastia (L2)                       |        |
| AJ Auxerre (L1)               | 2 - 2 | Chamois niortais FC (L2)             | 4-5 ** |
| FC Nantes (L1)                | 1 - 0 | EA Guingamp (L2)                     |        |
| Valenciennes FC (L1)          | 2 - 1 | SM Caen (L2)                         |        |
| FC Metz (L2)                  | 0 - 2 | Lille OSC (L1)                       |        |
| FC Libourne-Saint-Seurin (L2) | 4 - 2 | ES Troyes AC (L1)                    |        |
| Stade rennais (L1)            | 1 - 3 | SO Romorantin (Nat.)                 | *      |
| SO Châtellerault (Nat.)       | 1 - 1 | Toulouse FC (L1)                     | 3-4 ** |
| Calais RUFC (CFA)             | 2 - 0 | FC Lorient (L1)                      |        |
| US Quevilly (CFA)             | 0 - 2 | AS Monaco (L1)                       |        |
| AC Cambrai (CFA2)             | 1 - 4 | Olympique de Marseille (L1)          | *      |
| Pont-de-Chéruy (DHR)          | 0 - 1 | CS Sedan-Ardennes (L1)               |        |
| Pluvigner (DSR)               | 0 - 3 | Le Mans UC (L1)                      |        |
| Amiens SC (L2)                | 3 - 0 | Grenoble Foot (L2)                   |        |
| FC Gueugnon (L2)              | 3 - 1 | CS Louhans-Cuiseaux (Nat.)           |        |
| Gazélec Ajaccio (CFA)         | 1 - 2 | RC Strasbourg (L2)                   |        |
| Montpellier HSC (L2)          | 4 - 1 | FC Saint-Lô Manche (CFA2)            |        |
| Vannes OC (Nat.)              | 3 - 2 | US Concarneau (CFA)                  |        |
| AS Lyon Duchère (CFA2)        | 1 - 0 | Entente Sannois Saint-Gratien (Nat.) |        |
| US Orléans (CFA)              | 2 - 1 | AS Moulins (CFA)                     |        |
| GSI Pontivy (CFA)             | 1 - 0 | La Vitréenne FC (CFA2)               | *      |
| Rodez AF (CFA)                | 3 - 1 | Angoulême CFC (DH)                   |        |
| Paris SG (L1)                 | 3 - 0 | Nîmes Olympique (Nat.)               |        |
| Aviron Bayonnais (CFA)        | 1 - 2 | Olympique lyonnais (L1)              |        |
| Clermont Foot (Nat.)          | 3 - 1 | USL Dunkerque (CFA)                  |        |
| FUSC Bois-Guillaume (CFA)     | 0 - 1 | Voltigeurs de Châteaubriant (CFA2)   | ***    |
| SC Feignies (CFA2)            | 1 - 2 | FC Montceau Bourgogne (CFA)          |        |
| Jarville JF (CFA2)            | 1 - 0 | CS0 Amnéville (CFA2)                 |        |
| US Palaiseau (DSR)            | 0 - 4 | Union sportive laonnoise (CFA2)      |        |

 *  - après prolongation

 **  - aux tirs au but

 ***  - victoire de Bois-Guillaume sur tapis vert (un joueur suspendu a disputé la rencontre, plus de détails sur le site de la FFF)

### Seizièmes de finale
Les matchs des seizièmes de finale se sont joués les 20 et 21 janvier 2007. Aucune grosse surprise ne fut à signaler, si bien que l'on se retrouve avec 11 clubs de l'élite en huitièmes de finale après les éliminations du Mans, Toulouse et Nice.
| Équipe 1                        | Score | Équipe 2                      |        |
| Amiens SC (L2)                  | 1 - 3 | FC Nantes (L1)                |        |
| SO Romorantin (Nat.)            | 1 - 2 | Valenciennes FC (L1)          |        |
| RC Strasbourg (L2)              | 2 - 3 | Lille OSC (L1)                |        |
| GSI Pontivy (CFA)               | 0 - 2 | FC Montceau Bourgogne (CFA)   |        |
| Jarville JF (CFA2)              | 3 - 5 | FC Libourne-Saint-Seurin (L2) | *      |
| Paris SG (L1)                   | 1 - 0 | FC Gueugnon (L2)              |        |
| Union sportive laonnoise (CFA2) | 1 - 3 | Olympique lyonnais (L1)       |        |
| US Orléans (CFA)                | 1 - 3 | RC Lens (L1)                  |        |
| Calais RUFC (CFA)               | 1 - 2 | CS Sedan-Ardennes (L1)        |        |
| AS Monaco (L1)                  | 2 - 0 | Toulouse FC (L1)              |        |
| FC Sochaux (L1)                 | 2 - 1 | AS Lyon Duchère (CFA2)        |        |
| Montpellier HSC (L2)            | 1 - 1 | OGC Nice (L1)                 | 4-2 ** |
| Clermont Foot (Nat.)            | 1 - 0 | Rodez AF (CFA)                |        |
| Girondins de Bordeaux (L1)      | 3 - 3 | Chamois niortais FC (L2)      | 5-4 ** |
| Le Mans UC (L1)                 | 0 - 1 | Olympique de Marseille (L1)   | *      |
| FUSC Bois-Guillaume (CFA)       | 1 - 1 | Vannes OC (Nat.)              | 5-6 ** |

 *  - après prolongation
 ** - aux tirs au but

### Huitièmes de finale
Les matchs des huitièmes de finale se sont joués les 30 et 31 janvier 2007.
La grosse surprise est venue de Montceau-les-Mines, CFA, qui a éliminé le vice-champion de France, Bordeaux, aux tirs au but. Le choc entre l'OM et l'OL s'est soldé par une victoire des marseillais 2-1 au Vélodrome.
| Équipe 1                      | Score | Équipe 2                   |        |
| FC Nantes (L1)                | 1 - 0 | Lille OSC (L1)             | *      |
| Paris SG (L1)                 | 1 - 0 | Valenciennes FC (L1)       |        |
| FC Montceau Bourgogne (CFA)   | 2 - 2 | Girondins de Bordeaux (L1) | 5-4 ** |
| Clermont Foot (Nat.)          | 1 - 4 | RC Lens (L1)               |        |
| Montpellier HSC (L2)          | 0 - 2 | Vannes OC (Nat.)           | *      |
| FC Libourne-Saint-Seurin (L2) | 1 - 2 | CS Sedan-Ardennes (L1)     |        |
| AS Monaco (L1)                | 0 - 2 | FC Sochaux (L1)            |        |
| Olympique de Marseille (L1)   | 2 - 1 | Olympique lyonnais (L1)    |        |

 *  - après prolongation
 **  - aux tirs au but

### Quarts de finale
Les matchs des quarts de finale se sont joués les 27 et 28 février 2007.
Montceau les Mines (CFA) a créé l'exploit en éliminant le deuxième de Ligue 1, Lens. L'unique but de la partie fut marqué sur penalty à la 79e minute.
| Équipe 1                    | Score | Équipe 2         |        |
| FC Montceau Bourgogne (CFA) | 1 - 0 | RC Lens (L1)     |        |
| CS Sedan-Ardennes (L1)      | 1 - 1 | FC Nantes (L1)   | 5-6 ** |
| FC Sochaux (L1)             | 2 - 1 | Paris SG (L1)    |        |
| Olympique de Marseille (L1) | 5 - 0 | Vannes OC (Nat.) |        |

** - aux tirs au but

### Demi-finales

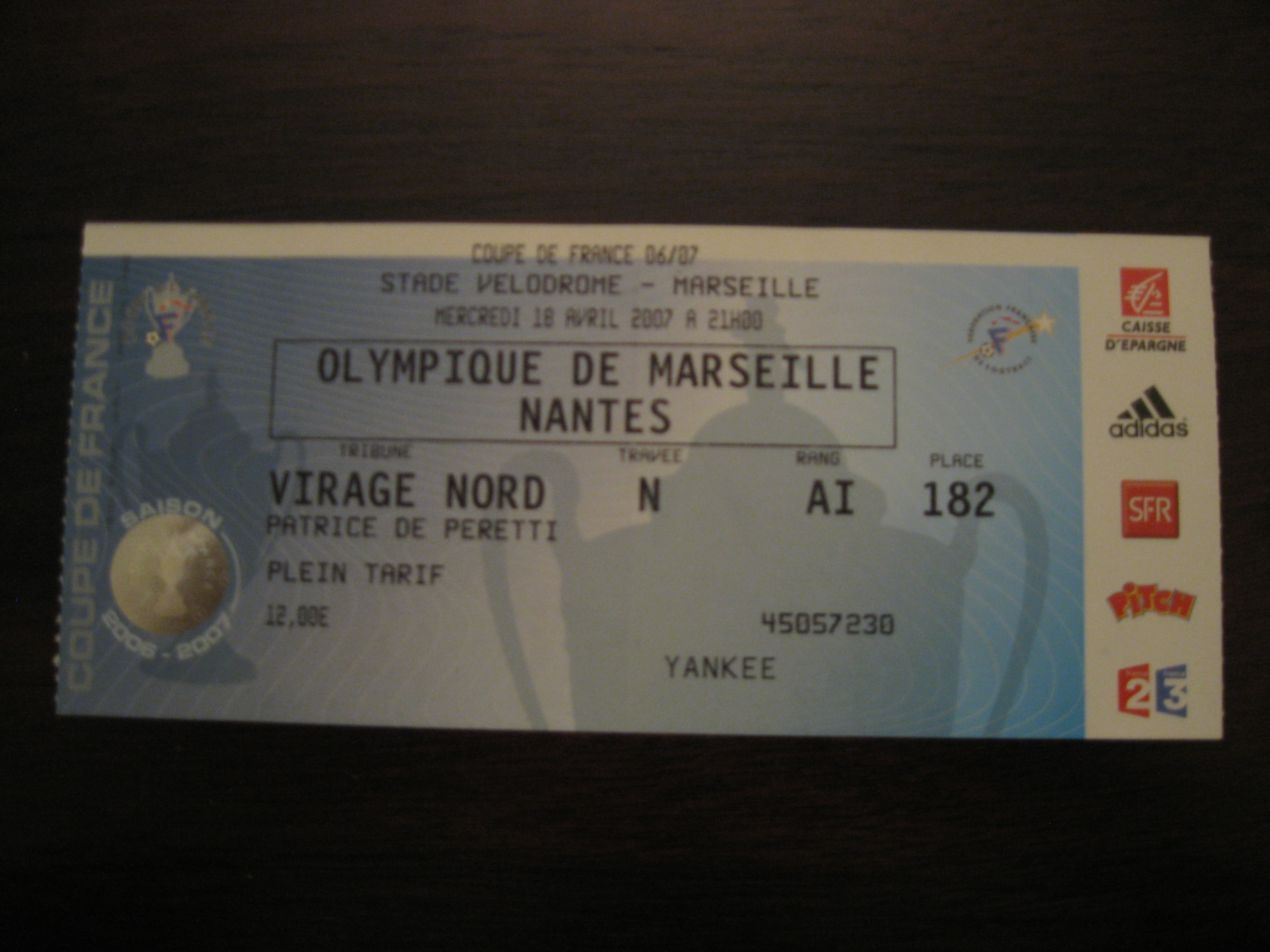
Ticket OM - FC Nantes.

Les matchs des demi-finale se sont joués les 17 et 18 avril 2007. L'aventure a pris fin pour Montceau-les-Mines, battu par Sochaux. Les amateurs ont tenu plus de 90 minutes avant de céder pendant la prolongation. De son côté Marseille a éliminé Nantes et retrouve ainsi le Stade de France pour la seconde année consécutive.
| Équipe 1                    | Score | Équipe 2        |   |
| FC Montceau Bourgogne (CFA) | 0 - 2 | FC Sochaux (L1) | * |
| Olympique de Marseille (L1) | 3 - 0 | FC Nantes (L1)  |   |

* - après prolongation

### Finale

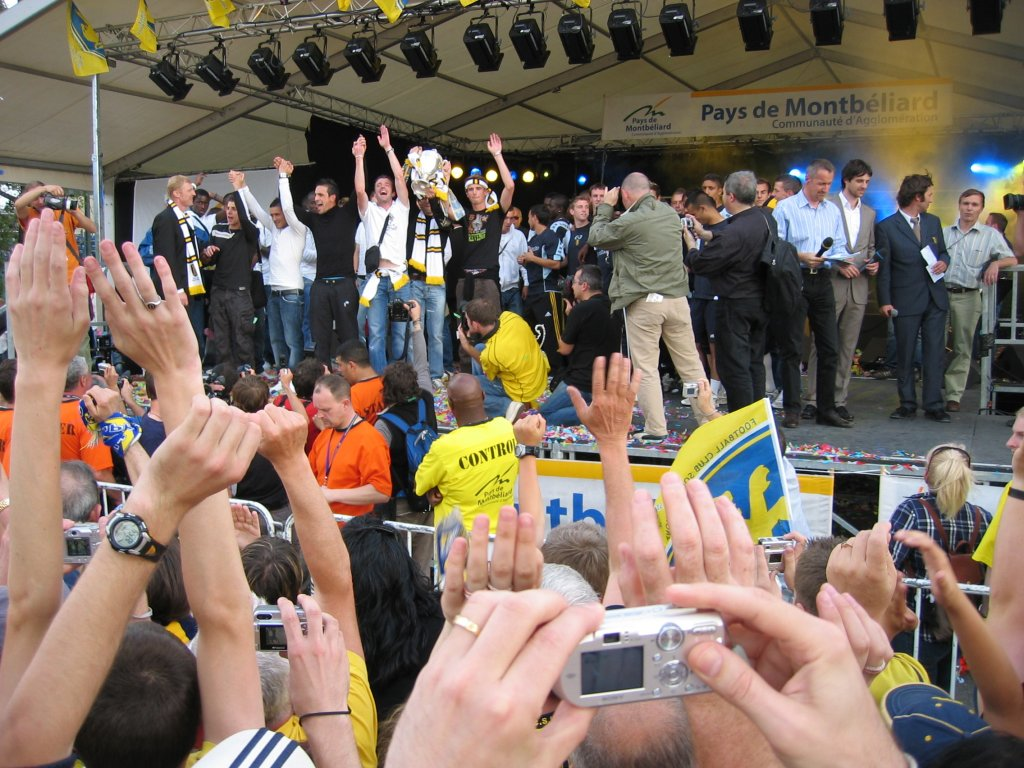
Équipe du FC Sochaux, vainqueur en 2007.

La finale a lieu au Stade de France à Saint-Denis, le 12 mai 2007. 
Le FC Sochaux l'emporte 5-4 aux tirs au but face à l'Olympique de Marseille, après avoir fait match nul deux buts partout. En remportant leur deuxième Coupe de France les sochaliens se qualifient pour le premier tour de la Coupe UEFA 2007-2008.
À noter qu'en lever de rideau avait lieu la finale de la coupe Gambardella qui est l'équivalent de la coupe de France pour les joueurs de moins de 18 ans. Les jeunes de Sochaux avait déjà battu ceux d'Auxerre 2-2, 5-4 tàb., en revenant deux fois à égalité, soit exactement le même scénario que réussirent les pros face à l'OM. C'est la seconde fois après Saint-Étienne (en 1970), qu'un club réalise le doublé Coupe de France/Coupe Gambardella.

#### Feuille de match
|  |  |  |  |

|  |  |  |  |

|  |  |  |  |

|  |  |  |  |

|               | Gardien de but | Teddy Richert     |      |  |
|               | D              | Stéphane Pichot   |      |  |
|               | D              | Rabiu Afolabi     |      |  |
|               | D              | Jérémie Bréchet   |      |  |
|               | D              | Duško Tošić       |      |  |
|               | M              | Jérôme Leroy      |      |  |
|               | M              | Romain Pitau      | 105e |  |
|               | M              | Karim Ziani       |      |  |
|               | M              | Guirane N'Daw     |      |  |
|               | A              | Sébastien Grax    | 103e |  |
|               | A              | Moumouni Dagano   | 73e  |  |
| Remplaçants : |                |                   |      |  |
|               | G              | Jérémy Gavanon    |      |  |
|               | D              | Lionel Potillon   |      |  |
|               | M              | Valter Birsa      | 73e  |  |
|               | A              | Anthony Le Tallec | 103e |  |
|               | M              | Philippe Brunel   | 105e |  |
| Entraîneur :  |                |                   |      |  |
|               | Alain Perrin   |                   |      |  |

|               | Gardien de but | Cédric Carrasso   |     |  |  |
|               | D              | Habib Beye        |     |  |  |
|               | D              | Julien Rodriguez  |     |  |  |
|               | D              | Ronald Zubar      |     |  |  |
|               | D              | Taye Taiwo        |     |  |  |
|               | M              | Modeste M'Bami    | 93e |  |  |
|               | M              | Lorik Cana        |     |  |  |
|               | M              | Franck Ribéry     |     |  |  |
|               | M              | Samir Nasri       |     |  |  |
|               | A              | Djibril Cissé     |     |  |  |
|               | A              | Mamadou Niang     | 73e |  |  |
| Remplaçants : |                |                   |     |  |  |
|               | G              | Sébastien Hamel   |     |  |  |
|               | D              | Renato Civelli    |     |  |  |
|               | M              | Wilson Oruma      | 73e |  |  |
|               | A              | Toifilou Maoulida | 93e |  |  |
|               | A              | Mickaël Pagis     |     |  |  |
| Entraîneur :  |                |                   |     |  |  |
|               | Albert Emon    |                   |     |  |  |

#### Galerie Photo
|  |  |  |  |

## Nombre d'équipes par division et par tour
| Divisions                | Septième tour (88 matchs) | Huitième tour (44 matchs) | Trente-deuxièmes de finale | Seizièmes de finale | Huitièmes de finale | Quarts de finale | Demi- finales | Finale et vainqueur |
| ------------------------ | ------------------------- | ------------------------- | -------------------------- | ------------------- | ------------------- | ---------------- | ------------- | ------------------- |
| Ligue 1 (20 clubs)       | -                         | -                         | 20                         | 14                  | 11                  | 6                | 3             | 2 (V)               |
| Ligue 2 (20 clubs)       | 20                        | 15                        | 12                         | 6                   | 2                   |                  |               |                     |
| National (20 clubs)      | 12                        | 10                        | 7                          | 3                   | 2                   | 1                |               |                     |
| C.F.A. (hors réserves)   | 31                        | 21                        | 12                         | 6                   | 1                   | 1                | 1             |                     |
| C.F.A. 2 (hors réserves) | 34                        | 20                        | 9                          | 3                   |                     |                  |               |                     |
| Division d'Honneur       | 37                        | 14                        | 1                          |                     |                     |                  |               |                     |
| Autres divisions         | 42                        | 8                         | 3                          |                     |                     |                  |               |                     |